# رود واینگا (دریای بارنتز)
رود واینگا (انگلیسی: Vayenga) یک رودخانه در استان مورمانسک کشور روسیه است.